# دانشگاه آور لیدی آو دلیک

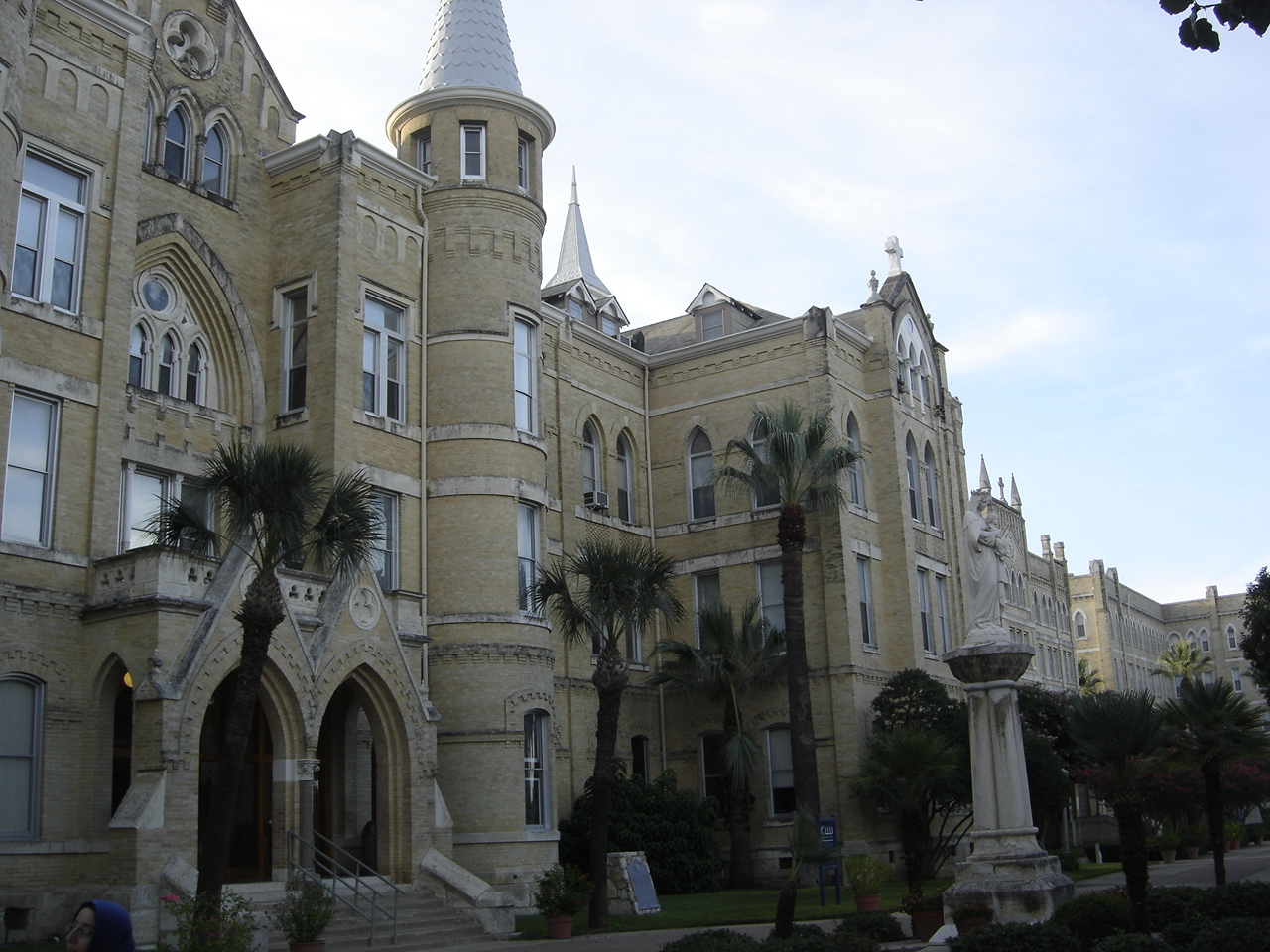
نمایی از محوطه مرکزی دانشگاه و تندیس حضرت مریم در جلوی محوطه

دانشگاه OLLU یا دانشگاه‌آور لیدی آو د لیک (به انگلیسی: Our Lady of the Lake University) یکی از دانشگاه‌های معتبر و خصوصی ایالت تگزاس در ایالات متحده آمریکا می‌باشد.
این دانشگاه که در سال ۱۸۹۵ تأسیس گشت تحت حمایت مالی سازمان‌های مسیحی کاتولیک قرار دارد. واژه "آور لیدی آو د لیک" (بانوی ما، بانوی دریاچه) اشاره به حضرت مریم مادر عیسی مسیح دارد.
این دانشگاه که در شهر سن آنتونیو قرار دارد در سال ۲۰۰۵ بیش از ۲۸۰۰ دانشجو ثبت نام به عمل آورد و در شهر هوستون یک پردیس دوم هم دارد.
این دانشگاه در ۴۸ رشته مدارج کارشناسی ارشد و در دو رشته مدرک دکتری ارائه می‌دهد.